# Pseudobarbus tenuis
Pseudobarbus tenuis là một loài cá vây tia trong họ Cyprinidae.
Đây là loài đặc hữu của Nam Phi. Loài này sắp bị đe dọa do môi trường sống bị phá hủy và tác động của các loài xâm lấn.